# Goulet d'étranglement (stratégie militaire)
Pour les articles homonymes, voir Goulet d'étranglement.

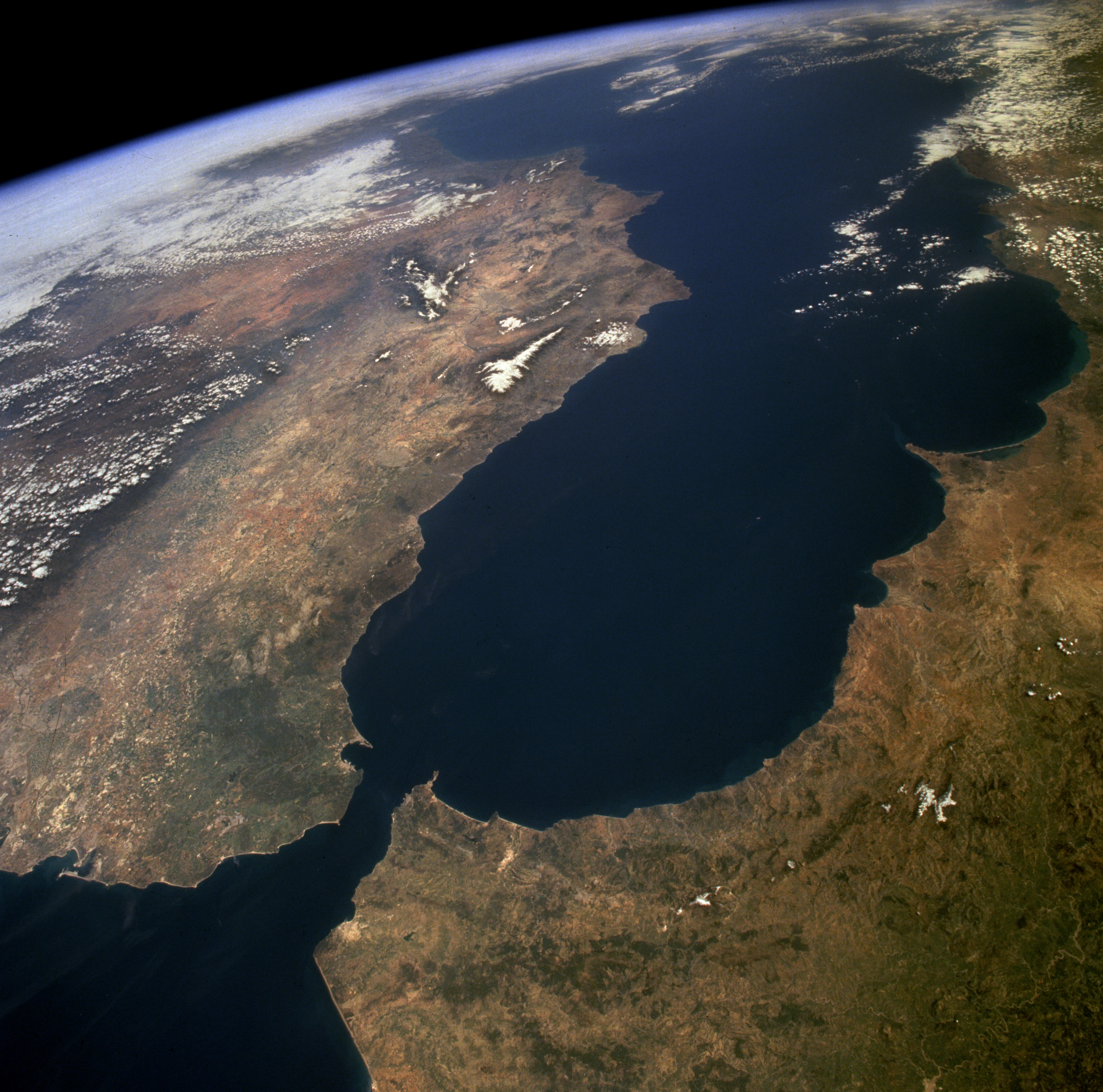
Le détroit de Gibraltar est un important goulet d'étranglement naval : l'entrée dans la mer Méditerranée peut y être bloquée par un petit nombre de navires.

En stratégie militaire, un goulet d'étranglement (ou passage stratégique) correspond à une singularité géographique sur terre, comme une vallée, un défilé, un pont, ou en mer, comme un détroit. Un goulet d'étranglement fait qu'une force armée est amenée à progresser en diminuant la largeur de son front et donc mécaniquement sa puissance de combat. Un passage stratégique peut permettre à une force de défense inférieure en nombre de contrecarrer un adversaire plus puissant.

## Exemples historiques
Quelques exemples historiques de l'utilisation des goulets d'étranglement sont la défense par le roi Léonidas I du défilé des Thermopyles lors d'une invasion menée par Xerxès I de Perse ; la bataille de Stamford Bridge au cours de laquelle Harold Godwinson a vaincu Harald Hardrada ; Victoire de William Wallace sur les Anglais lors de la bataille du point de Stirling (les écossais comptaient environ 2 300 hommes tandis que l'armée anglaise en comptait 9 000 à 12 000 - le pont s'est effondré durant la bataille) ; et la bataille d'Azincourt au cours de laquelle Henri V d'Angleterre a vaincu les Français de manière décisive lorsqu'ils ont été contraints d'attaquer sa plus petite armée à travers les bois d'Agincourt dans un espace étroit.
C'est également le fait que les Caraïbes aient été un point de passage stratégique qui a attiré les pirates et les boucaniers au XVIIe siècle. Les flottes espagnoles transportant des trésors issus des Amériques devaient y passer pour capter les vents dominants d'ouest qui les ramenaient en Espagne.
Les goulets d'étranglement les plus notables ont été répertoriés initialement par John Fisher, lorsqu'il promouvait la continuation de la stratégie coloniale britannique (entre parenthèses : lieux d'importance stratégique) :
- Détroit d'Ormuz entre Oman et l'Iran à l'entrée du golfe Persique
- Passage de Bab-el-Mandeb de la mer d'Oman à la mer Rouge (Yémen et Socotra)
- Détroit de Malacca entre la Malaisie et l'Indonésie
- Canal de Panama et pipeline de Panama reliant les océans Pacifique et Atlantique
- Canal de Suez et le pipeline Sumed reliant la mer Rouge et la mer Méditerranée (Égypte)
- Détroit de Gibraltar le long de l'océan Atlantique entrant dans la mer Méditerranée (Espagne, Gibraltar et Maroc)
- Détroit de Douvres ou Manche séparant l'océan Atlantique et la mer du Nord (Grande-Bretagne et France)
- Détroit de Magellan au cap Horn (Chili)
- Le Cap de Bonne-Espérance (Afrique du Sud)
- Détroit de Béring (États-Unis d'Amérique et Russie)
- Détroit du Bosphore reliant la mer Noire (et le pétrole provenant de la région de la mer Caspienne) à la mer Méditerranée (Turquie)
- Détroit des Dardanelles reliant la mer de Marmara à la mer Égée (Turquie)
- Détroit de Tatarie le long de la mer du Japon et de la mer d'Okhotsk (Russie)

Cette liste n'est pas exhaustive et varie au cours des époques, notamment en fonction des intérêts stratégiques des puissances militaires et coloniales et des flux commerciaux qui transitent dans les mers et les océans (exemples de l'océan Arctique qui pourrait accueillir dans les prochaines décennies une partie du commerce maritime mondial à la suite du réchauffement climatique, ou du Cap de bonne espérance dont le contrôle était capital dans la compétition que se livraient les empires coloniaux avant la construction du canal de Suez)
La trouée de Fulda était considérée comme l'un des goulets d'étranglement potentiellement décisifs de la guerre froide en Allemagne de l'Ouest.

## Points d'étranglement de la Royal Navy
Du xviiie au début du xxe siècle, la taille de la Royal Navy du Royaume-Uni lui permettait de contrôler une grande partie des océans et des mers du monde. Les points d'étranglement étaient d'une importance capitale pour l'Empire britannique, qui les utilisait souvent pour contrôler le commerce dans ses colonies et, dans une moindre mesure, pour sa propre défense. Ces passages stratégiques ont également été une source de tension récurrente, comme l'atteste par exemple la crise de Suez. La Royal Navy considère toujours aujourd'hui ces passages comme stratégiquement vitaux. L'importance de ces goulets d'étranglement a été reconnue pour la première fois par l'amiral britannique John Fisher.

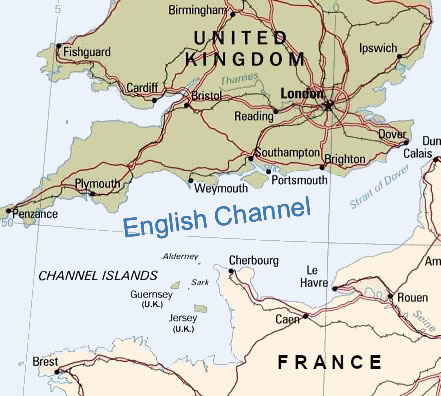
La Manche, un goulet d'étranglement, point de passage stratégique entre le Royaume-Uni et la France

Les goulets d'étranglement reconnus aujourd'hui par les Britanniques :
- la Manche ;
- le GIUK (entre le Groenland, l'Islande et le Royaume-Uni) ;
- le détroit de Gibraltar.

Les goulets d'étranglement ont toujours une importance stratégique significative pour la Royal Navy. Le GIUK est considéré comme particulièrement important : toute tentative des forces nord-européennes pour pénétrer dans l'Atlantique se fait soit via la Manche, fortement défendue (qui est aussi une des voies de navigation les plus empruntées au monde), soit de part et d'autre de l'Islande. Compte tenu du contrôle britannique sur Gibraltar à l'entrée de la Méditerranée, l'Espagne (côte nord), la France (côte atlantique) et le Portugal sont les seuls pays d'Europe continentale à avoir un accès direct à l'océan Atlantique et sans pouvoir être facilement bloqués par la marine britannique.
Le GIUK était également considéré comme important stratégiquement lors de la guerre froide : la Royal Navy avait la responsabilité d'y surveiller les sous-marins soviétiques qui tentaient de pénétrer dans l'océan Atlantique.

## Importance
Les goulets d'étranglement revêtent encore aujourd'hui un intérêt stratégique majeur, notamment dans l'économie mondiale et les expéditions de marchandises. Ce constat est particulièrement vrai en ce qui concerne le pétrole : 20% du pétrole mondial est acheminé via le détroit d'Ormuz, détroit qui a connu des conflits tels que la destruction du vol 655 d'Iran par des missiles américains en 1988, ou des tensions plus récentes (fin 2019 - début 2020) entre l'Arabie Saoudite, l'Iran et les États-Unis. Le canal de Suez et le pipeline Sumed permettent le transport de près de 4,5 millions de barils par jour (soit environ 720 000 m3 , et le canal a transporté en 2011 environ 7,5% du commerce mondial. Le canal a été fermé pendant huit ans après la guerre des Six Jours en 1967. Dans de nombreux cas, les itinéraires alternatifs sont soit inexistants soit peu pratiques (voire risqués, comme l'attestent les nombreux actes de piraterie près des côtes somaliennes et en Afrique de l'Ouest dans les années 2010). Par exemple, une alternative au canal de Suez nécessiterait 9 656km supplémentaires pour passer par le Cap de Bonne-Espérance.